# Rada Ekonomiczna
Rada Ekonomiczna – niezależny organ doradczy i opiniotwórczy utworzony w 1957 roku na mocy uchwały z 1 grudnia 1956 przy ówczesnej Radzie Ministrów, na czele której stanął ekonomista Oskar Lange. Zrzeszeni w tej Radzie pracownicy akademiccy, menedżerowie, ekonomiści, teoretycy i praktycy mieli za zadanie analizować sytuację gospodarczą, a także opiniowanie kierunków rozwoju gospodarczego.

## Skład Rady
Przewodniczącym Rady został profesor Szkoły Głównej Planowania i Statystyki (obecna Szkoła Główna Handlowa) Oskar Lange, natomiast wiceprzewodniczącym – profesor Czesław Bobrowski jako wiceprzewodniczący wykonawczy („stale urzędujący”, tzn. na pełnym etacie) oraz pięciu wiceprzewodniczących (wśród nich Michał Kalecki, Edward Lipiński i Włodzimierz Brus). Osoby te tworzyły tak zwane Prezydium Rady. Ogółem Rada liczyła 36 członków mianowanych przez premiera na odnawialny okres dwuletni. Należy zaznaczyć, iż wszyscy nie zostali powołani ze względu na przynależność do PZPR czy innej instytucji, lecz wyłącznie na podstawie osobistych przymiotów i zdolności.

## Zadania
Zostały ustalone trzy grupy celów Rady:
- opracowanie proponowanego projektu zmian systemu planowania i zarządzania gospodarką („nowego modelu ekonomicznego”)
- ocena bieżących planów i polityki gospodarczej rządu
- dostarczenie szerokim kręgom społeczeństwa właściwych informacji w kwestiach ekonomicznych poprzez okresowe publikowanie raportów o stanie gospodarki

Wspomniany nowy model gospodarczy był bardzo bliski w swoich założeniach do tego rozwijanego przez CUP do roku 1948.

## Działalność
Sesja inauguracyjna odbyła się w blasku fleszy i wśród szeroko rozpowszechnionych oczekiwań. Nadzieje te jednakże w obliczu umacniającego się komunizmu okazały się mrzonką.
Istniała w Radzie wspólna płaszczyzna porozumienia w sprawach ram ogólnych. Dla przykładu nikt nie zaprzeczał roli państwa w gospodarce, lecz motywacje takich postaw były dość różne. Podobnie jeśli chodzi o planowanie centralne. Różnice pojawiały się im dalej Rada zagłębiała się w tę problematykę. Tendencje kompromisowe przeważały jednak nad spójnością. Dzięki tym postawom możliwe stało się przygotowanie najważniejszego dokumentu, czyli „Tez Rady Ekonomicznej w sprawie niektórych kierunków zmian modelu gospodarczego”.
Formalnie rzecz ujmując, „Tezy” dotyczyły tylko zasad działania przemysłu państwowego, ale wnikliwy czytelnik mógł spostrzec, iż faktyczny zakres problemowy dokumentu był szerszy. Nie próbowały bezpośrednio zaprzeczyć potrzebie centralnego planowania w gospodarce, lecz usiłowały zinterpretować koncepcję narodowego planowania, które równie efektywnie mogłoby zostać zrealizowane poprzez wiele małych celów. Próbowano przeforsować opinię, że nie obligatoryjne cele, lecz rachunek ekonomiczny byłby czynnikiem determinujących dalsze utrzymywanie przedsiębiorstwa. Rentowność była zatem dla Rady kryterium podstawowym, ale realizacja tego procesu była możliwa dopiero po zaangażowaniu instrumentów finansowych (cła, podatki, stopy procentowe).
„Tezy” zostały opracowane bardzo szybko, w ciągu trzech miesięcy i przedstawione rządowi na początku 1957 roku. Przedstawionych zostało kilka ważnych punktów koniecznych do realizacji jeszcze przed końcem tego roku. Gabinet Ekonomiczny odnotował wykonanie pracy oraz polecił przygotowanie dokładniejszych rekomendacji (co znaczące, Komisja Planowania miała dzielić zadanie z Radą Ekonomiczną). Premier stwierdził jednak, że „Tezy” nie zostały jednak ani przyjęte ani odrzucone. Sytuacja gospodarcza kraju w tym okresie natomiast zarysowywała się całkiem nieźle ze względu na możliwości eksportowe węgla kamiennego oraz kilka wprowadzonych wcześniej reform, które w tym właśnie okresie zaczęły przynosić wymierne korzyści, które uwydatniły się między innymi wzrostem konsumpcji.
Rada istniała formalnie do wiosny 1963 roku, kiedy to premier nie odnowił jej mandatu. Faktyczny wpływ Rady był jednak znikomy. Praktycznie Rada istniała do kwietnia 1961 roku, ale w ostatnich latach nie miała już żadnego znaczenia. Praca Rady Ekonomicznej okazała się całkowicie nieskuteczna i nie dała oczekiwanych rezultatów. Została całkowicie przez Partię i Rząd zignorowana. Mimo uczestnictwa Włodzimierza Brusa oraz innych członków w Komisji Planowania, niemożliwy był jakikolwiek wpływ Rady na politykę gospodarczą kraju.

## Historia po roku 1989
Rząd Tadeusza Mazowieckiego powołał w grudniu 1989 roku Radę Ekonomiczną, która nawiązywała w swojej tradycji do tej z końca lat pięćdziesiątych. Jej przewodniczącym został profesor Witold Trzeciakowski, a jego zastępcą Jan Mujżel.